# Bohinjska Češnjica
Bohinjska Češnjica este o localitate din comuna Bohinj, Slovenia, cu o populație de 377 de locuitori.